# Achtung Panzer: Kharkov 1943
Achtung Panzer: Kharkov 1943 (viết tắt APK) là trò chơi máy tính thuộc thể loại chiến thuật thời gian thực kiêm chiến thuật theo lượt mô phỏng những sự kiện có thật trong lịch sử do hãng Graviteam phát triển và Paradox Interactive phát hành vào ngày 25 tháng 2 năm 2010 tại Mỹ và ngày 14 tháng 5 cùng năm tại Châu Âu do Mamba Games phụ trách phát hành.
Game cho phép người chơi lựa chọn hai lực lượng là Liên Xô hoặc Đức Quốc xã để tham gia để tham gia chiến trường gồm 6 màn chơi của chiến dịch Kharkov vào năm 1943, một trong những trận giao tranh ác liệt nhất giữa các binh đoàn tăng thiết giáp trong Chiến tranh thế giới thứ hai. Mỗi bên sẽ có 87 đơn vị quân khác nhau từ bộ binh, xe tăng, pháo binh cho đến máy bay.

## Cách chơi
Achtung Panzer: Kharkov 1943 thực sự không dành cho những ai quen thuộc phong cách chiến thuật truyền thống (thu thập tài nguyên, xây dựng căn cứ và đánh trận). Phần hướng dẫn game (Tutorial) liệt kê hết sức chi tiết về bản đồ, thành phần quân đội cũng như những sự kiện đang diễn ra trong màn chơi nhưng Tutorial có một khuyết điểm khó chịu, đó là những thông báo của nó xuất hiện theo dạng pop-up khá chậm chạp, điều này gây khá nhiều bất tiện khi người chơi cần truy xuất nhanh thông tin về một đơn vị hay nút bấm nào đó. Ngoài ra đi kèm với game còn có một tập tin ebook chứa tất cả những gì người chơi cần biết về APK.
Lối chơi của APK chia thành 2 công đoạn chính: Operation Phase (OP) (Giai Đoạn Hoạt động) và Tactical Phase (TP) (Giai Đoạn Chiến Thuật). OP chứa một bản đồ lớn dạng 2D mô phỏng toàn bộ chiến trường, cho người chơi cái nhìn bao quát về vị trí của quân mình và quân đối phương, những chốt phòng thủ nào người chơi đang nắm giữ. Mỗi một tiểu đội được đánh dấu bằng các biểu tượng khác nhau, người chơi sẽ dùng nhiều phím tắt để di chuyển chúng theo lượt (Turn-based) đến các vị trí thích hợp hoặc thực hiện các nhiệm vụ do game đề ra để thu về những điểm chiến công dùng để đánh giá trình độ của người chơi. Ngoài ra dựa trên bảng thống kê về tình trạng của các trung đội, người chơi còn có thể ra lệnh gọi viện binh cứu trợ hoặc sửa chữa những chiến xa bị hỏng hóc. Một điểm quan trọng cần lưu ý là khi đưa quân chi viện, người chơi phải đảm bảo trung đội cần ứng cứu không bị quân địch bao vây tất cả các hướng, bằng không thì chức năng tiếp viện (reinforcement) này hoàn toàn vô hiệu. Nhìn chung OP giống như một bàn cờ vây thu nhỏ và mục tiêu của người chơi là quét sạch những quân cờ của đối phương.
Một khi trung đội của 2 phe kích hoạt trạng thái giao tranh (contention), APK sẽ chuyển sang giai đoạn TP. Ở bước đầu tiên trong TP, người chơi sẽ có cơ hội triển khai toàn bộ quân lính của mình ra chiến trường. Gần 80% thắng bại của trận đấu nằm ở khâu này, vì vậy game đòi hỏi người chơi phải biết tận dụng tối đa yếu tố địa hình vì nếu sử dụng tốt một hốc đá nho nhỏ hoặc một thảm rừng cây trụi lá, chỉ với vài trung đội bộ binh và 3-4 chiếc xe tăng tầm trung cũng đủ tiêu diệt một đại đội thiết giáp hạng nặng của địch. Hiệu ứng ngày đêm, thời tiết cũng tác động không nhỏ đến cục diện, tùy vào điều kiện cụ thể mà tầm nhìn 2 bên sẽ bị giới hạn khi có sương mù, tuyết rơi hoặc một số chức năng của các đơn vị mất hiệu lực.
Sau khi dàn quân xong, APK yêu cầu người chơi kiểm tra lại mọi thứ kĩ càng và trận đấu chính thức bắt đầu. Lúc này yếu tố thời gian thực (Real-time) đóng vai trò chủ đạo, diễn biến của game gần giống với game World in Conflict, nếu người chơi đã nghiên cứu kĩ phần tutorial hoặc ebook, người chơi sẽ thấy lợi ích của việc nhớ rõ các phím tắt cùng công năng của hệ thống giao diện người dùng phát huy tác dụng rất hiệu quả. TP cũng là nơi mà độ khó trong APK được đẩy lên mức cao nhất. Đối thủ máy tỏ ra cực kỳ linh hoạt khi biết phân tích những nước cờ của người chơi và biến hóa chiến thuật để ứng phó.

## Đánh giá

### Khuyết điểm
Tuy lối chơi khá toàn vẹn nhưng APK cũng mắc phải một số khuyết điểm đáng tiếc. Đầu tiên là thiếu phần chơi mạng và nhịp game hơi chậm so với mặt bằng chung của thể loại game chiến thuật thời gian thực. Kế đến, AI không thực sự hoàn chỉnh, lúc thì quá khó, lúc thì quá dễ, chúng sẵn sàng đưa cả một đại đội bộ binh chạy ào tới làm mồi cho những họng pháo thuộc binh đoàn tăng thiết giáp của người chơi. Ngoài ra còn một số lỗi lặt vặt như cơ chế tìm đường cứ bắt các đơn vị đi đường vòng thay vì chạy thẳng đến mục tiêu hay nhiều trường hợp đạn pháo bay vèo vèo trên chiến trường một cách phi thực tế, xuyên qua cả vân phủ bề mặt, bất kể độ cao thấp của địa hình. Người chơi sẽ có cảm giác hơi gò bó và mệt mỏi khi phải bám sát các sự kiện lịch sử trong game nhưng may thay game cho phép người chơi chơi một cách tự do thông qua công cụ biên tập trận chiến nhanh (Quick Battle Editor) đi kèm. Chỉ tiếc rằng công cụ này cung cấp chưa nhiều những tùy chọn để cho phép người chơi xây dựng một bản đồ ưng ý hơn.

### Đồ họa và âm thanh
Điểm đầu tiên APK thu hút chính là những tấm hình chụp các mẫu xe tăng cực đẹp. Các loại khí tài quân sự có độ chi tiết cao, bộ binh chuyển động rất mượt mà kết hợp với ngoại cảnh đầy khói lửa tạo nên những khung cảnh hết sức ấn tượng. Sự khốc liệt của thế chiến thể hiện mạnh mẽ qua môi trường có thể phá hủy được, mọi thứ từ nhà cửa cho đến địa hình sẽ bị thổi tung bởi sức công phá của một quả đạn pháo. Các dấu vết trên nền đất như hố bom, những vệt bánh xe chằng chịt, xác xe tăng cũng như binh lính la liệt khắp nơi đều được duy trì cho đến khi màn chơi kết thúc. Nhà sản xuất đã hiện thực cơ chế hỏng hóc của xe cộ rất tốt, ngay cả hành vi của binh lính cũng được chăm chút tỉ mỉ. Việc đầu tư nhiều vào mảng đồ họa cho hình ảnh của game đạt chất lượng tốt chứ không lược bỏ nhiều thứ như những tựa game cùng loại khác.
Ngoài ra còn có từ điển bách khoa cho phép người chơi tra cứu thông tin về các đơn vị trong game được minh họa bằng mô hình 3D đặc sắc. Điểm yếu lớn nhất của đồ họa là góc nhìn camera kém tiện lợi khi xoay, giao diện người dùng có thiết kế và màu sắc còn quá sơ sài. Về phần âm thanh, những đoạn nhạc nền được xây dựng rất khá có sự phối hợp nhịp nhàng giữa các hiệu ứng âm điện tử và tiếng kèn đồng đanh gọn phần nào xua tan đi cảm giác căng thẳng của những trận chiến dài hàng giờ đồng hồ. Tuy vậy âm thanh cùng các vụ cháy nổ sẽ hay hơn nếu không bị lẫn quá nhiều tạp âm trong suốt quá trình diễn biến của game.

## Bình phẩm
Achtung Panzer: Kharkov 1943 nhận được nhiều đánh giá trái chiều từ các nhà phê bình khi phát hành. Trên Metacritic, game giữ số điểm 70/100 dựa trên 6 bài đánh giá, cho biết "đánh giá trái chiều hoặc trung bình." Trên GameRankings, trò chơi giữ số điểm 80,00% dựa trên 5 bài đánh giá.